# Hayedo de Tejera Negra
Tejera Negra es un hayedo situado en el municipio español de Cantalojas, en el rincón noroccidental de la provincia de Guadalajara. Ubicado en la  sierra de Ayllón, en el extremo oriental del sistema Central, se trata de uno de los hayedos más meridionales de Europa. Junto al hayedo La Pedrosa, en la provincia de Segovia, y el hayedo de Montejo, en la Comunidad de Madrid, es ejemplo del vergel húmedo y boscoso que fue el sistema Central en otras épocas. Forma parte de los Hayedos primarios de los Cárpatos y otras regiones de Europa, un conjunto de bosques declarado Patrimonio de la Humanidad por la Unesco.

## Historia
En 1974 se declara al hayedo de Tejera Negra sitio natural de interés nacional y en 1978 se declara parque natural, que se amplió en 1987. Desde la creación del parque natural de la Sierra Norte de Guadalajara, el 22 de marzo de 2011, quedó integrado dentro de este, por lo que se derogó su anterior declaración de parque natural. En 2017, junto con otros hayedos de España y Europa, fue declarado Patrimonio de la Humanidad por la Unesco como extensión de los Hayedos primarios de los Cárpatos y otras regiones de Europa.

## Toponimia
El parque natural del Hayedo de Tejera Negra recibe su nombre principal del hayedo y su nombre complementario, "Tejera Negra", del valle vecino por el Poniente, la cuenca del río Sorbe, donde aparece en los mapas topográficos un barranco menor, expuesto al norte, con el nombre de Tejera Negra.

## Clima
El Hayedo de Tejera Negra crece en una ladera de umbría de la sierra de Ayllón, con clima de montaña y precipitaciones abundantes a lo largo de todo el año. Los veranos son suaves y frescos y los inviernos muy fríos, con nieve presente desde noviembre hasta abril. Las temperaturas varían entre -14 °C y 23 °C.

## Flora

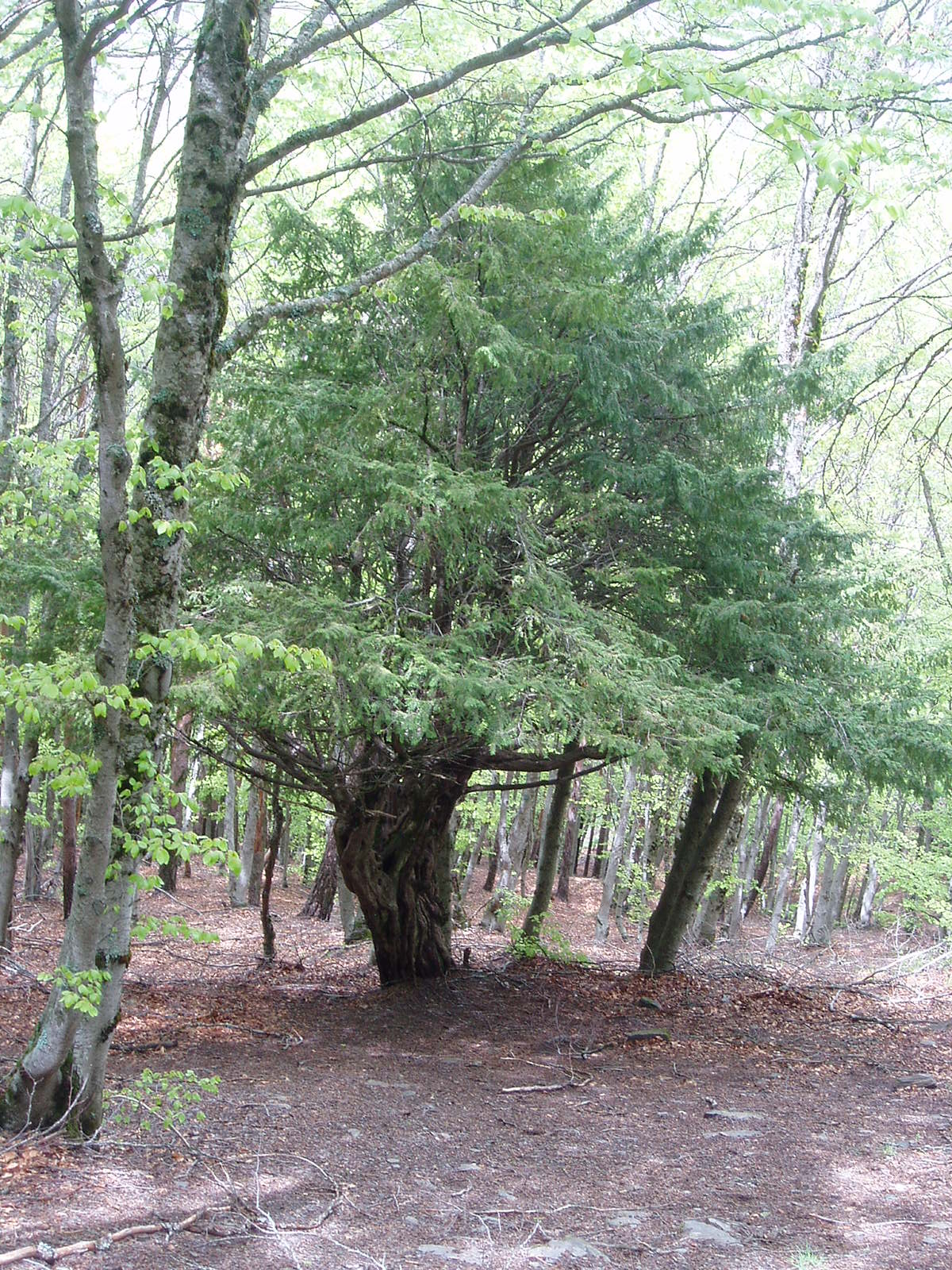
Tejo en el hayedo de Tejera Negra

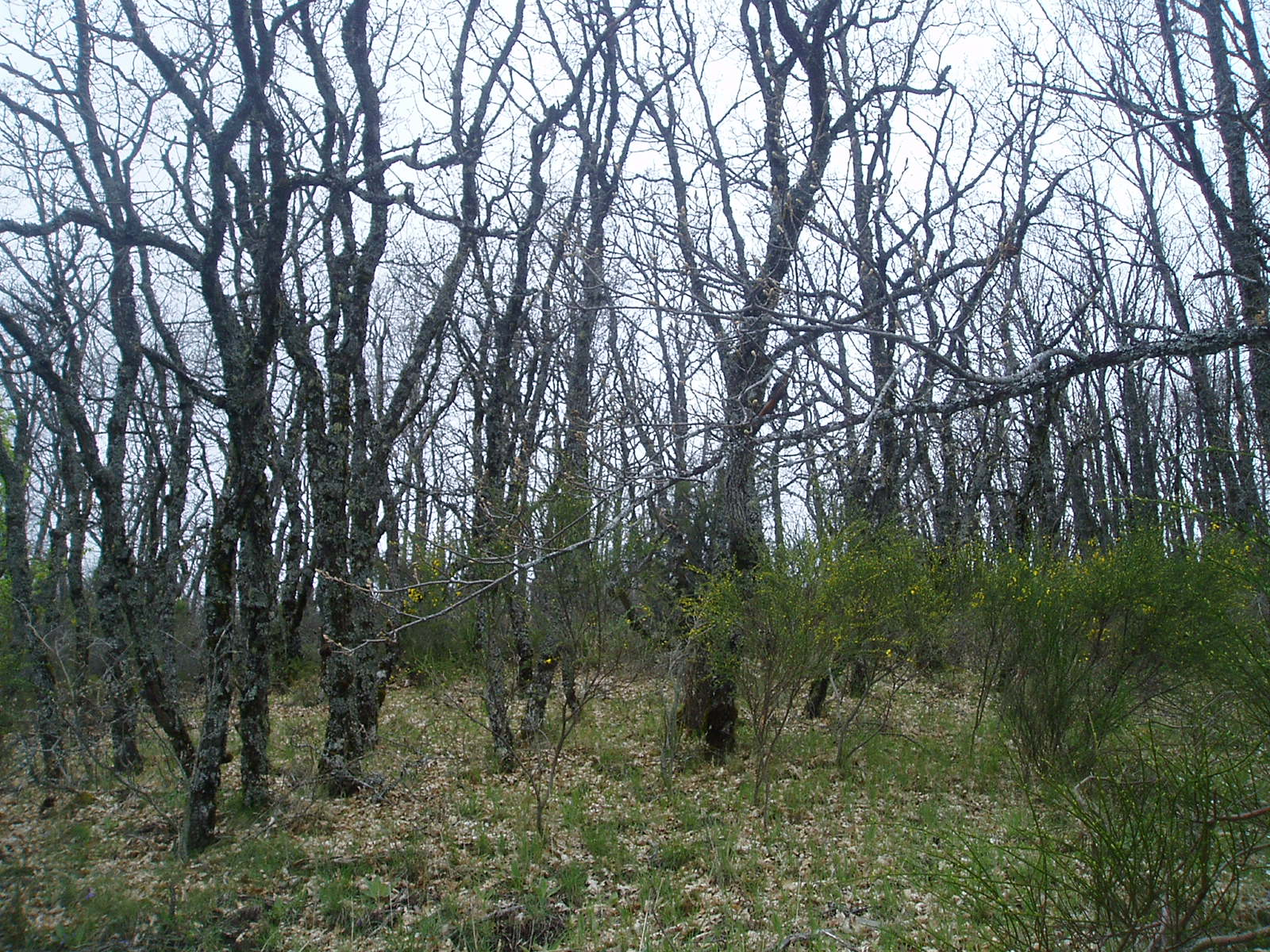
Robles melojos en el hayedo de Tejera Negra

El principal foco de interés del parque se encuentra en la masa forestal de hayas, una de las más meridionales de la península ibérica, con una extensión cercana a las 400 hectáreas.
Estas masas han sobrevivido, gracias a su situación estratégica en los lugares más inaccesibles, a la obtención de leña y carbón vegetal, así como a la roturación con objeto de crear pastos para el ganado. El melojo y el pino silvestre también forman masas boscosas principalmente en solanas, de manera natural el primero y procedente de repoblaciones el segundo. También cabe destacar la presencia de tejos, acebo y abedules que de manera aislada o en pequeños grupos salpican aquellas zonas con mayor humedad edáfica.
Por encima de éstas masas arbóreas solo las formaciones arbustivas de brezos, junto con las subarbustivas de arándanos, enebros rastreros y gayuba aguantan las duras condiciones reinantes, protegiendo los suelos donde se asientan de fenómenos erosivos. En los espacios abiertos de hayedos, rebollares y pinares encontraremos matorrales de leguminosas de tipo retamoide como la retama negra y la retama blanca, junto con brezos rosados y brezos blancos de hasta dos metros. En los lugares de suelos más pobres encontramos dominantemente estepa.
Por último cabe destacar la importante variedad de hongos que crecen en el Hayedo, mención especial para el boleto, con pie grueso de color blanquecino a marrón claro y sombrero con cutítula de color marrón que fructifica al final del verano y durante el otoño.

## Fauna

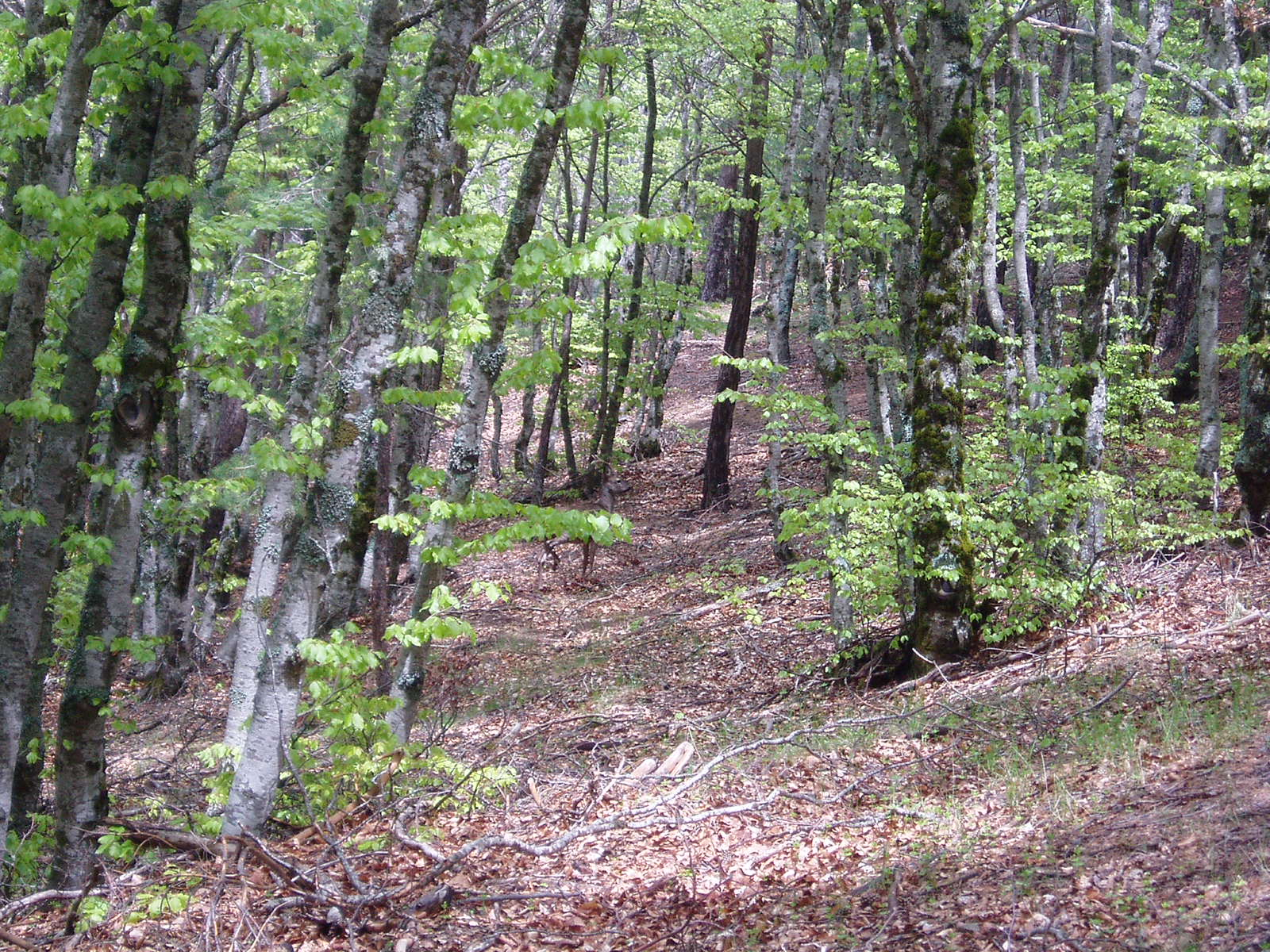
El corzo es una especie abundante en Tejera Negra

En cualquiera de sus impresionantes roquedos podemos apreciar el vuelo del águila real, el milano real y azor. También es posible contemplar corzos, zorros, gatos monteses, lobo ibérico, garduñas, tejones, comadrejas, jabalíes y rapaces nocturnas como cárabo, búho chico y mochuelo.